# Mössingen
Mössingen est une ville allemande dans le Land de Bade-Wurtemberg. Elle est située au pied du Jura souabe, à environ 15 kilomètres au sud de Tübingen.

## Géographie

### Situation géographique
Mössingen se trouve sur la bordure nord du Jura souabe, dans la vallée du Steinlach, un affluent droit de la Neckar. Le point le plus bas de la ville est située à 435 mètres d'altitude, le plus haut à 853,5 mètres.

### Communes voisines
Villes et agglomérations limitrophes de Mössingen : Nehren, Gomaringen, Reutlingen, Sonnenbühl, Burladingen, Hechingen, Bodelshausen, Novalis.

### Structure administrative
Mössingen se compose de trois quartiers : Mössingen, Öschingen et Talheim, qui recouvrent les anciennes municipalités du même nom. Elles disposent d'un conseil local et d'un représentant du maire (Ortsvorsteher). La commune comprend également plusieurs villages.

## Histoire
La ville alémanique de Massinga est supposée avoir été fondée par un certain Masso en amont de la Steinlach, un affluent du Neckar. Elle est mentionnée en 774 dans un acte de l'Abbaye de Lorsch comme « in pago alemannorum in Messinger marca » : dans la marche de Messing dans le pays des Alémans.
Jusqu'au début du XVe siècle, Mössingen appartient aux comtes de Zollern. En 1441, la ville échoit au Duché de Wurtemberg. En 1534, Ulrich VI de Wurtemberg introduit la Réforme. La guerre de Trente ans, les guerres de successions et guerres de coalition infligent à la ville de lourds dommages économiques. Du XVIIIe siècle au XIXe siècle, une vague d'émigration vers la Pologne, la Transylvanie et l'Amérique du nord affaiblit encore la situation.
Le 1er janvier 1933 a lieu à Mössingen le premier soulèvement ouvrier en Allemagne contre l'arrivée au pouvoir de Hitler, connu sous le nom de « Mössinger Generalstreik » (Mössinger Generalstreik (de)).
L'accroissement de la population après la 2de guerre mondiale accompagne l'essor économique de la ville dans les années 1950.
Mössingen est depuis 2008 une des grandes villes d'arrondissement.

### Quartiers
Malgré des histoires différentes, tous les quartiers de la ville ont appartenu successivement aux comtes de Zollern, au Duché de Wurtemberg, à partir de 1934 au Kreis de Rottenburg, puis à celui de Tübingen.

## Religion
Sont représentées l'église protestante, l'église catholique, l'église néo-apostolique, et une communauté baptiste. Une salle des Témoins de Jéhovah existe également.

## Administration
La ville fait partie de la région d'aménagement du territoire Neckar-Alb dans le Land de Bade-Wurtemberg. Il existe une communauté d'administration entre Mössingen et les communes de Bodelshausen et Ofterdingen.

### Conseil municipal
Le conseil est élu pour un mandat de cinq ans. La dernière élection a eu lieu le 7 juin 2009.
- Liste indépendante : 11 sièges
- CDU 4 : sièges
- FDP communautaire : 4 sièges
- SPD : 5 sièges
- Vert : 4 sièges

### Maire
Liste des maires :
- 1893-1902 : Bauer
- 1902-1932 : Charles Jaggy
- 1945 : Jacob Stotz
- 1945-1962 : Gottlieb Rühle
- 1962-1982 : Erwin Koelle
- 1982-1998 : Hans Auer
- 1998-2010 : Werner Fifka
- depuis le 1er octobre 2010 : Michael Bulander

### Armoiries

Armoiries de Mössingen depuis 1952

Le blason actuel a été instauré par la commune en 1952. Le noir et l'argent renvoient au Comté de Zollern.

## Jumelage
- Canton de Saint-Julien-en-Genevois (France) depuis 1990[1]

## Arts et culture

### Musique
- Des concerts à caractère religieux ont lieu dans les trois temples évangéliques et dans l'église catholique. Les représentations incluent les musiques ancienne et moderne. L'église Saint-Pierre-et-Paul dispose d'un orgue Weimer de 1820. Le temple Martin-Luther possède une scène adaptée aux représentations.

### Musées
- Musée de la gravure sur bois Klaus Herzer
- Musée de l'espace Fritz
- Musée de la coutellerie
- Grange devenue espace culturel avec expositions temporaires

### Mémoire
Depuis 1985, une plaque commémorative sur la place Jacob-Stotz est dédiée au résistant au nazisme Jacob Stotz, qui a mené en janvier 1933 le soulèvement ouvrier contre l'arrivée au pouvoir de Hitler, connu comme « Mössinger Generalstreik » (Mössinger Generalstreik (de)), un des rares mouvements ouvriers d'importance contre le national-socialisme. Jacob Stotz survécut à plusieurs années de détention et contribua après 1945 à la reconstruction démocratique à Mössingen.

### Édifices
- Chapelle de Belsen
- Église Saint-Pierre-et-Paul
- Maisons à colombages restaurées dans le centre-ville
- Lycée Quenstedt
- Nouvelle mairie, 1974
- Site industriel classé : fabrique textile Pausa

### Réserve naturelle
Certaines zones du Albtrauf qui font partie de la commune relèvent de la Directive habitats 7620-343. Elles comprennent trois zones protégées.

### Zones de loisirs
- Olgahöhe, à 602 mètres d'altitude.
- cures thermale et source d'eau soufrée à Bad Sebastianweiler
- Dreifürstensteinn, à 835 mètres d'altitude
- Farrenberg, à 820 mètres d'altitude

### Sports
L'union sportive de la ville (SpVgg) compte 20 000 adhérents et dispose de deux stades sportifs.

### Événements
- Carnaval au mois de janvier
- Festivités de l'Arbre de mai
- Meetings aériens

### Gastronomie
- Maultaschen appelées Messenger Strudle
- Brasserie Mösseinger Bierbrauerei
- Spiritueux : Edelbrand

## Économie et infrastructures

### Agriculture et forêts
L'exploitation forestière et l'arboriculture fruitière constituent l'essentiel de l'activité.

### Commerce et industrie
L'industrie textile a longtemps dominé l'activité locale : la société Pausa AG née en 1871 cesse son activité en 2004. Actuellement, la majeure partie de l'activité est assurée par l'industrie de transformation liée au bois et à la métallurgie, et par un tissu de PME. Les zones d'activités de la ville comprennent majoritairement des sociétés commerciales et de services.

### Médias
Deux quotidiens locaux paraissent : le Schwäbisches Tagblatt et le Reutlinger General-Anzeiger. La chaîne locale de télévision est RTF.1.

### Mines
Une carrière d'ardoise a existé, ainsi qu'une exploitation pétrolifère des schistes bitumineux présents dans la région[réf. souhaitée] .

### Tourisme
En dépit des opportunités offertes par la situation de la ville, l'activité touristique reste modeste. Une clinique thermale a ouvert à Bad Sebastiansweiler.

### Éducation
La ville dispose de nombreuses écoles secondaires dont le Lycée Quenstedt et une école pour personnes handicapées physiques (KBS).

### Infrastructures routières et ferroviaires
La Bundesstraße 27 dessert la ville entre Tübingen et Stuttgart au nord, et Hechingen au sud. La gare, inaugurée en 1869, offre accès aux express régionaux.

### Approvisionnement en eau
L'eau potable provient du Lac de Constance. Les eaux usées font l'objet d'un traitement dans la station d'épuration des eaux de Tübingen.

### Équipements publics
Mössingen est le siège de la fondation déclarée d'utilité publique Stiftung KBF (de) qui se consacre au développement d'installations et équipements adaptés aux personnes handicapées ou âgées ; elle est le premier employeur de la ville.

## Personnalités
- Jean de Schlayer, ministre d'État et écrivain
- Rainer Tempel, musicien
- Giuseppe Pellegrino, musicien italo-allemand
- Adrian Gaspar Coriolan, compositeur
- Dieter Schneider, président de l'Office d'État de l'enquête pénale du Bade-Wurtemberg
- Canz Erwin (né le 29 juin 1853, † 16 septembre 1937), urbaniste
- Richard Burkhardt (né le 12 mars 1877 † 5 mai 1958), producteur
- Otto Merz sen. (né le 5 septembre 1886, † 19 octobre 1964), producteur
- Koelle Erwin (né le 20 novembre 1920, † 10 février 2005), maire
- Hans Auer (né le 6 juillet 1939), maire
- Willy Haussler († 1986), directeur de l'ancienne société Pausa

### Enfants de la ville
- Julius Speer (1905-1984), né dans le district de Talheim, ingénierie forestière
- Andreas Felger (1935), artiste peintre, sculpteur et artiste verrier
- Michael Long (né en 1965), maire de Wangen dans l'Allgäu
- Angelo Vaccaro (né en 1981), joueur de football italo-allemand